# Raymond Sawada
Raymond Masao „Ray” Sawada (Richmond, Brit Columbia, 1985. február 19. – Richmond, Brit Columbia, 2023. április 10.) kanadai jégkorongozó.

## Pályafutása
Komolyabb junior karrierjét a BCHL-es Nanaimo Clippersben kezdte 2003–2004-ben. 2004-ben felvérelt nyert a Cornell Egyetemre, ahol játszott az egyetemi hokicsapatban. A 2004-es NHL-drafton a Dallas Stars választotta ki a második kör 52. helyén. A draft után tovább játszott az egyetemi csapatban. Utolsó idénye volt a legjobb, amikor 26 pontot szerzett 36 mérkőzésen. Az egyetem elvégzése után még a 2007–2008-as szezonban kezdett el játszani az AHL-es Iowa Starsban és tíz mérkőzésen léphetett jégre, amelyeken összesen kilenc pontot szerzett. A következő idényt már a szintén AHL-es Manitoba Moose-ban kezdte és 52 meccset játszott, miután felhívták az NHL-be a Dallasba öt mérkőzésre és egy gól ütött, amit a legelső mérkőzésén szerzett. A rövid NHL-es élmény után visszatért a Manitoba Moose-ba és a csapattal egészen az AHL-nagydöntőbe meneteltek, de ott kikaptak 4–2-es összesítéssel a Hershey Bearstől. 2009–2010-ben átkerült az újonnan alapított AHL-es Texas Starsba és 60 mérkőzés után ismét felkerült a Dallas Starsba öt mérkőzésre, de nem szerzett pontot. Ebben az évben ismét eljutott az AHL-nagydöntőbe az aktuális csapattal, de ismét elvéreztek a Hershey Bears ellen 4–2-es összesítéssel. A 2010–2011-es idényben csak egyszer játszhatott a Dallas Starsban. A szezon többi részét, 57 mérkőzést az AHL-ben töltötte és hat rájátszás mérkőzésen is szerepelt. 2012. március 2-án egy csere keretein belül a St. John's IceCaps-hez került. Ebben a csapatban 17 mérkőzést játszott az alapszakaszban és még 15-öt a rájátszásban.

## Karrier statisztika
| 2003–2004        | Nanaimo Clippers   | BCHL             | 54  | 20 | 32 | 52  | 93  | 25 | 6  | 16 | 22 | 22 |
| 2004–2005        | Cornell Egyetem    | ECAC             | 35  | 4  | 5  | 9   | 48  | —  | —  | —  | —  | —  |
| 2005–2006        | Cornell Egyetem    | ECAC             | 35  | 7  | 13 | 20  | 20  | —  | —  | —  | —  | —  |
| 2006–2007        | Cornell Egyetem    | ECAC             | 31  | 10 | 11 | 21  | 29  | —  | —  | —  | —  | —  |
| 2007–2008        | Cornell Egyetem    | ECAC             | 36  | 10 | 16 | 26  | 34  | —  | —  | —  | —  | —  |
| 2007–2008        | Iowa Stars         | AHL              | 10  | 2  | 7  | 9   | 14  | —  | —  | —  | —  | —  |
| 2008–2009        | Manitoba Moose     | AHL              | 52  | 6  | 15 | 21  | 31  | 22 | 4  | 4  | 8  | 4  |
| 2008–2009        | Dallas Stars       | NHL              | 5   | 1  | 0  | 1   | 0   | —  | —  | —  | —  | —  |
| 2009–2010        | Texas Stars        | AHL              | 60  | 8  | 11 | 19  | 92  | 24 | 3  | 5  | 8  | 20 |
| 2009–2010        | Dallas Stars       | NHL              | 5   | 0  | 0  | 0   | 0   | —  | —  | —  | —  | —  |
| 2010–2011        | Texas Stars        | AHL              | 57  | 11 | 18 | 29  | 91  | 6  | 1  | 5  | 6  | 2  |
| 2010–2011        | Dallas Stars       | NHL              | 1   | 0  | 0  | 0   | 0   | —  | —  | —  | —  | —  |
| 2011–2012        | Texas Stars        | AHL              | 26  | 6  | 10 | 16  | 19  | —  | —  | —  | —  | —  |
| 2011–2012        | St. John's IceCaps | AHL              | 17  | 1  | 2  | 3   | 14  | 15 | 3  | 3  | 6  | 10 |
| ECAC Összesített | ECAC Összesített   | ECAC Összesített | 137 | 31 | 45 | 76  | 131 | —  | —  | —  | —  | —  |
| AHL Összesített  | AHL Összesített    | AHL Összesített  | 222 | 34 | 68 | 102 | 263 | 67 | 11 | 17 | 28 | 36 |
| NHL Összesített  | NHL Összesített    | NHL Összesített  | 11  | 1  | 0  | 1   | 0   | —  | —  | —  | —  | —  |